# 紫雲寺潟
紫雲寺潟（しうんじがた）、あるいは塩津潟（しおづがた）は、かつて越後国蒲原郡に存在した潟。現在の新潟県新発田市紫雲寺地区および胎内市塩津地域に広がり、長さ約6km、横約4kmにおよんだ。18世紀前半に干拓により姿を消した。

## 歴史
9世紀末～10世紀初頭（平安時代）、地震による地盤沈下で潟が形成されたと推定されている。
江戸時代中期、潟には加治川、菅谷川など多数の川が流入し、周辺地域の水難防止のため遊水地にされていたが、潟縁地域の開発が進むにつれ水害が問題化する。このため新発田藩による排水工事や、1721年（享保6年）には周辺村民らによる長者堀（現在の落堀川）の開削が行われたが機能しなかった。その後、信州出身の幕府御用硫黄商人竹前権兵衛、小八郎兄弟が自費での紫雲寺潟干拓を幕府に許可され、1728年（享保13年）に工事着手。江戸横山町の成田佐左衛門、柏崎の宮川四郎兵衛から資金援助を得た。
長者堀の再開削や流入河川の締め切りを行い、1732年（享保17年）頃には干拓が完了。潟の跡には約2,000町歩（約2,000ヘクタール）の新田と42の新しい村が誕生した。これは当時の日本で多く見られた町人請負新田のなかでも最大規模のものであった。
この干拓事業では加治川、そして合流先の阿賀野川や信濃川の水量を変化させることとなったため、松ヶ崎掘割や新潟湊をめぐって新発田藩と長岡藩の間で大きな水利問題を巻き起こした。
1999年、日本海東北自動車道の建設に伴う発掘調査で、旧紫雲寺潟の中心部に青田遺跡が見つかった。遺跡からは縄文時代晩期終末（約2500年前）の集落跡と平安時代の遺構や遺物が発見され、上述のように潟が9世紀末～10世紀初頭（平安時代）の地震による地盤沈下で形成されたことが明らかになった。

## 呼称
1645年（正保2年）および1700年（元禄13年）の越後国絵図には「塩津潟」と記載されており、古くは「塩津潟」と呼ばれていたと考えられるが、竹前兄弟が幕府へ干拓を願い出た頃には「紫雲寺潟」と名前が変わっていた。

## 関連河川

### 落堀川
1721年の長者堀開削によって誕生した河川であり、上流部は舟戸川と呼ばれる。上流側の河川とともに二級水系「落堀川水系」を構成しており、流域の大部分が紫雲寺潟の干拓地である。